# Acidonistis fuscobrunnea
Acidonistis fuscobrunnea là một loài bướm đêm thuộc chi đơn loài Acidonistis trong họ Erebidae. Chúng được George Francis Hampson mô tả khoa học lần đầu năm 1895.